# Havezate Rhaan
De havezate Rhaan stond in de Nederlandse buurtschap Rhaan, provincie Overijssel. Van de havezate is alleen een bouwhuis en een tweetal lanen overgebleven.

## Geschiedenis
Het goed wordt in de jaren 1325-1335 genoemd in documenten van het Bisdom Utrecht. Het heette toen ‘Roden’.
In 1382 werd Rixa ten Damme, echtgenote van Hendrik Schaep, door de Utrechtse bisschop beleend met het ‘Huys to Rodden’ en het bijbehorende goed. Haar familielid Wolter van Voorst maakte echter bezwaar tegen deze belening en zou in 1384 alsnog met het versterkte huis worden beleend; het goed zelf bleef bij Rixa. Uiteindelijk zouden in 1393 kasteel en goed alsnog in één hand terecht komen door de belening aan Zweder van Voorst.
Wolters’ kleindochter Cunegonda van Polanen erfde de heerlijkheid Voorst en Keppel, waar Rhaan als leengoed onder viel. Door haar huwelijk in 1432 met Frederik van Heeckeren genaamd Rechteren kwam Rhaan bij de familie Van Rechteren. Cunegonda gaf Rhaan in achterleen uit aan Zeger van Rechteren, die echter kinderloos overleed waarna Rhaan weer terugviel aan leenheer Frederik.
In 1466 werd Rhaan door de twee zonen van Frederik overgedragen aan Jacob van Ittersum. Zijn zoon Johan erfde het kasteel in 1499. Omdat hij in 1521 kinderloos overleed, erfde zijn zus Maria het kasteel. Drie jaar later werd het kasteel echter verwoest door troepen van hertog Karel van Gelre. Maria was gehuwd met Johan van Coeverden en uiteindelijk erfde hun zoon Reinold erfde de havezate Rhaan. Het huis was echter nog niet herbouwd na de verwoesting van 1524. De herbouw zal waarschijnlijk zijn uitgevoerd door Reinolds zoon Goossen.
De familie Van Coeverden behield Rhaan zeker twee eeuwen. Toen Johan Adolf Philip van Coeverden in 1758 overleed, ging Rhaan naar zijn zus Margaretha, weduwe van Georg Jacob van Munchhausen. Zij was in 1758 hertrouwd met August Hendrik van Rechteren, die nu met de havezate Rhaan werd beleend. Hun drie dochters zouden Rhaan in 1779 erven. In 1790 wist Adolphina haar twee zussen uit te kopen, waarna het huis deels werd afgebroken zodat een rechthoekig huis overbleef.
Adolphina liet Rhaan in 1818 na aan haar dochter Elisabeth Caroline. Op de havezate rustte echter een zware hypotheek en ook de rest van de erfenis was met schulden belast. Ze trouwde in 1819 met Willem Robert Jan Walraven van Heeckeren van Overlaer maar ze bleek ziek te zijn en al na een jaar overleed zij. Weduwnaar Willem bleef eigenaar van Rhaan tot aan zijn dood in 1838. Twee jaar later werd de havezate publiekelijk geveild en in 1841 werd het huis gesloopt.

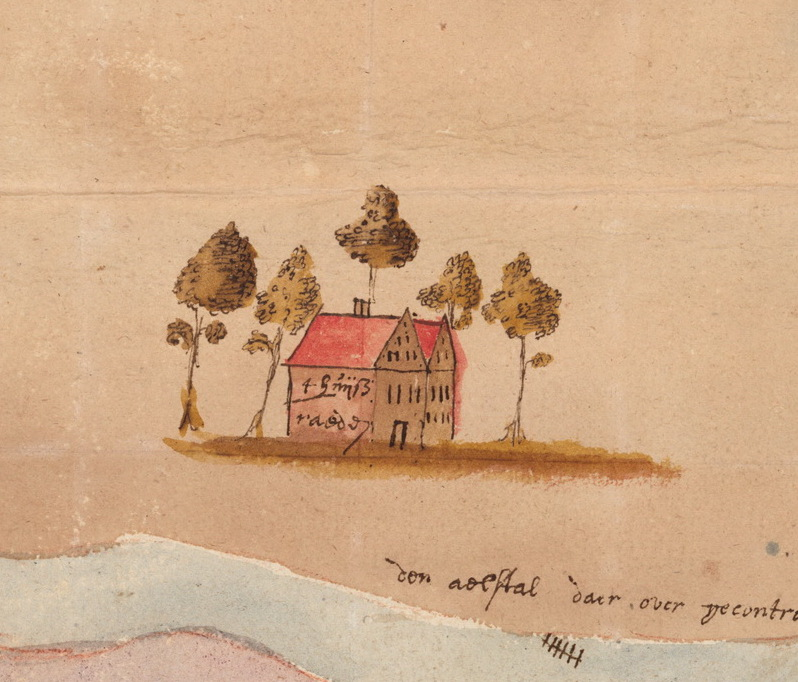
Schematische weergave van Rhaan op een kaart uit 1640

## Beschrijving
Waarschijnlijk was Rhaan oorspronkelijk een zaaltoren, gebouwd in het midden van de 14e eeuw. Volgens de kadastrale gegevens uit de 19e eeuw had het kasteel een hoofdburcht van 39 bij 33 meter groot, terwijl de voorburcht een afmeting had van 160 bij 130 meter.
Op een kaart uit 1640 is een huis met twee evenwijdige vleugels te zien, maar de betrouwbaarheid van deze weergave is niet duidelijk.
Afbeeldingen uit 1732 geven een betrouwbaar beeld. Op de vierkante, omgrachte hoofdburcht stond een U-vormig huis met een traptoren. De oostvleugel lijkt het oudste deel te zijn; later is daar dan een L-vormige vleugel tegenaan gebouwd, zodat een U-vorm ontstond. De westvleugel met Gelderse gevels zal in ieder geval laat 16e-eeuws zijn. Het is niet duidelijk of de afbeeldingen nog gedeeltes laten zien die dateren van vóór 1524, het jaar waarin het kasteel zwaar beschadigd raakte. Op de voorburcht waren verder nog twee bouwhuizen aanwezig.
In de 17e eeuw was de havezate relatief groot. Het huis bezat in 1675 acht haardsteden. Eind 18e eeuw is het kasteel verkleind door het afbreken van de zijvleugels, waarna een rechthoekig gebouw van twee verdiepingen overbleef.
In 1841 is de havezate gesloopt, op het oostelijke bouwhuis na. Dit vermoedelijk 16e-eeuwse bouwhuis maakt tegenwoordig deel uit van een boerderij.
De grachten werden eind 19e eeuw deels gedempt; de laatste restanten volgden in 1978 door ruilverkaveling.
Van het landgoed zijn twee 18e-eeuwse lanen bewaard gebleven.
Ahnem · Den Alerdinck · Arendshorst · Arkelstein · Averbergen · Beerze · Den Berg · Bergentheim · Blankena · Borgele · Boskamp · Boxbergen · Bredenhorst · Buckhorst · Campherbeek · Collendoorn · Den Dam · Dieze · Dingshof · Den Doorn · Hof te Dorth · Eerde · Egede · De Gelder · Gerner · Glinthuis · Gramsbergen · De Groote Scheere · De Grote Weede · De Haere · Haerst · Hagenvoorde · Heemse · Herxen · Hoenlo · Hofstede · 't Hogeholt · Hogenhof · 't Hoogehuis · Junne · Kranenburg · Krijtenberg · De Kuile · Het Laar · Langeveldslo · Leemcule · Luttenberg · Melenhorst · Mennigjeshave · Nijenhuis · Oosterveen · Den Ordel · De Pol · Pothof · Rande · Rechteren · Het Reelaer · Rhaan · Rollecate · Rutenberg · Schoonheten · Schuilenburg · Vechterweerd · Velner · Venebrugge · Verborg · Voorst · Vrieswijk · Werkeren · Westerveld · Windesheim · Wittenstein · Wolfshagen · Zuthem
Den Aalshorst · Den Alerdinck · Huis Almelo · Arkelstein · Averbergen · Azoelen · Backenhagen · Bellinckhof · Den Berg · Huis Bergentheim · Beugelskamp · Beverfeurde · Blankena · Hof te Boekelo · Borgbeuningen · Havezate Boskamp · Boxbergen · Havezate Brecklenkamp · Bredenhorst · Buckhorst · Campherbeek · Colckhof · Den Dam · Huis Diepenheim · Dingshof · Dubbelink · Kasteel Eerde · Egede · Havezate Elsen · Everlo · Landgoed Frieswijk · Glinthuis · Goor · Huis Gramsbergen · Grimberg · Grotenhuis · De Haere · Haerst · Hagmeule · Slot Hardenberg · Huis Heeckeren · Huis Hengelo · Herxen · Hofstede · Hogenhof · Hondeborg · Katenhorst · Kevelham · Kranenburg · De Kuile · Het Laar · Leemcule · Luttenberg · Mataram · Mennigjeshave · Nijenhuis (Diepenheim) · Nijenhuis (Olst-Wijhe) · Oldemeule · Olidam · Oosterhof · Huis te Ootmarsum · Den Ordel · Pekkedam · Pothof · Rande · Kasteel Rechteren · Het Reelaer · Rhaan · Rutenberg · Huis Saasveld · Scherpenzeel · Havezate Schoonheten · Havezate Schuilenburg · Singraven · Stoevelaar · Kasteel Toutenburg · Twickel · Vechterweerd · Venebrugge · Kasteel Voorst · Warmelo · Wegdam · Weldam · Weleveld · Huis Werkeren · Westerflier · Wittenstein · Zuthem